# Manastirica (Bułgaria)
Manastirca (bułg. Манастирица) – wieś w Bułgarii, w obwodzie Tyrgowiszte, w gminie Popowo. W 2024 roku liczyła 11 mieszkańców.